# De moordenaars van Brussel
De moordenaars van Brussel is een spionageroman van auteur Gérard de Villiers en het 92e deel uit de S.A.S.-reeks met als protagonist de Oostenrijkse prins en freelance CIA-agent Malko Linge.

## Het verhaal
De CIA voorziet de Contra's uit Nicaragua geheimenlijk van wapens. Philip Burton is door de CIA aangesteld om de wapens te exporteren nadat hij deze via de officiële kanalen in België heeft verkregen.
Deze wapens, afkomstig van FN te Herstal, zijn echter allen voorzien van een uniek identificatienummer en van alle verkochte wapenpartijen is bekend door wie deze zijn aangeschaft.
Dan vinden in België plots enkele moorden plaats op linksradicalen met de wapens bestemd voor Nicaragua. De CIA is bang dat dit kan resulteren in een internationaal schandaal.
Malko wordt ingeschakeld om te achterhalen hoe deze wapens in handen zijn gekomen van rechtsradicalen. Hij komt al snel op het spoor van de mystrieuze “Fox”.

## Personages
- Malko Linge, Oostenrijkse prins en CIA-agent;

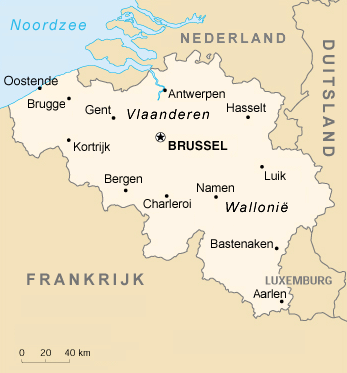
Kaart van België.

- Philip Burton, CIA-agent;
- De “Fox”.